# Co Gya
Co Gya (kinesiska: Cuo Jia, 错加) är en sjö i Kina. Den ligger i den autonoma regionen Tibet, i den sydvästra delen av landet, omkring 260 kilometer norr om regionhuvudstaden Lhasa. Co Gya ligger 4 618 meter över havet. Den ligger vid sjön Luri Cocha. Trakten runt Co Gya består i huvudsak av gräsmarker.